# Rimantas Pleikys
Rimantas Pleikys (ur. 25 listopada 1957 w Wilnie, zm. 24 stycznia 2021 w m. Kiemionys w rejonie jezioroskim) – litewski dziennikarz i polityk, poseł na Sejm Republiki Litewskiej, w latach 1996–1998 minister łączności i technologii informacyjnych.

## Życiorys
Ukończył szkołę średnią w Druskienikach, a w 1981 dziennikarstwo na Uniwersytecie Wileńskim. Pracował jako operator w radiowo-telewizyjnej stacji retransmisyjnej, a po ukończeniu studiów jako nauczyciel akademicki na macierzystej uczelni. W połowie lat 80. zajął się też dziennikarstwem radiowym. W 1989 współtworzył pierwszą prywatną stację radiową na Litwie M-1, do 1990 był jej redaktorem naczelnym. Na początku lat 90. organizował stację radiową Radiocentras, w której w latach 1991–1995 również pełnił funkcję redaktora naczelnego. W 1995 został kierownikiem wileńskiej redakcji telewizji Kaunas plius TV.
Zaangażował się w działalność polityczną w ramach Związku Ojczyzny. W kadencji 1996–2000 sprawował mandat posła na Sejm. W 1997 kierował sztabem wyborczym kandydata na prezydenta Vytautasa Landsbergisa. Od grudnia 1996 do marca 1998 zajmował stanowisko ministra łączności i technologii informacyjnych w rządzie Gediminasa Vagnoriusa. W 2000 dołączył do założonej przez byłego premiera formacji Umiarkowany Związek Konserwatywny.
Wycofał się później z bieżącej polityki. Założył stację radiową zajmującą się retransmisją audycji stacji radiowych (takich jak Radio Wolna Europa i Radio Poland).